# Lilla Abborretjärnet
Lilla Abborretjärnet är en sjö i Dals-Eds kommun i Dalsland och ingår i Göta älvs huvudavrinningsområde.